# 庫尼亞河
庫尼亞河是俄羅斯的河流，位於普斯科夫州、特維爾州和諾夫哥羅德州，屬於洛瓦季河的右支流，河道全長258公里，流域面積5,143平方公里，從發源地普斯科夫州南部大盧基附近向北流，在霍爾姆附近注入洛瓦季河。